# Thìa vàng (phim truyền hình)
Thìa vàng (tiếng Hàn: 금수저; Romaja: Geumsujeo; tiếng Anh: The Golden Spoon) là một bộ phim truyền hình của Hàn Quốc do Song Hyun-wook đạo diễn và có sự tham gia của Yook Sung-jae, Lee Jong-won, Jung Chae-yeon và Yeonwoo. Dựa trên webtoon ăn khách cùng tên của Naver do HD3 xuất bản năm 2016. Phim được công chiếu trên kênh truyền hình MBC vào ngày 23 tháng 9 năm 2022 và phát sóng vào thứ Sáu và thứ Bảy hàng tuần lúc 21:50 (KST). Bộ phim cũng sẽ có sẵn để phát trực tuyến trên Disney + ở các khu vực được chọn.

## Nội dung
Lee Seung-cheon là một đứa trẻ sinh ra trong một gia đình nghèo đã lựa chọn thay đổi số phận với một người bạn sinh ra trong một gia đình giàu có thông qua chiếc thìa vàng.

## Diễn viên

### Vai chính
- Yook Sung-jae vai Lee Seung-cheon[5]

Một cậu học sinh với ước mơ đổi đời bằng chiếc thìa vàng.
- Jung Chae-yeon vai Na Joo-hee[8]

Là con gái của một gia đình tài phiệt.
- Yeonwoo vai Oh Yeo-jin[9]
  - Lee Go-eun vai Oh Yeo-jin còn nhỏ[10]

Cô có ngoại hình xinh xắn và tính cách ngang tàng, lớn lên trong một gia đình giàu có.
- Lee Jong-won vai Hwang Tae-yong[11]

### Vai phụ

#### Mọi người xung quanh Lee Seung-cheon
- Choi Dae-chul vai Lee Cheol[12]

Bố của Lee Seung-cheon.
- Han Chae-ah vai Jin Seon-hye[12]

Mẹ của Lee Seung-cheon
- Seungyoo vai Lee Seung-ah[13]

Chị của Lee Seung-cheon

#### Mọi người xung quanh Hwang Tae-yong
- Choi Won-young vai Hwang Hyeon-do[12]

Bố của Hwang Tae-yong
- Son Yeo-eun vai Seo Young-shin[12]

Mẹ kế của Hwang Tae-yong
- Jang Ryul vai Seo Jun-tae[14]

Em trai của Seo Young-shin và là thủ lĩnh của Amicus, một câu lạc bộ xã hội bí mật của những chiếc thìa vàng.

#### Mọi người xung quanh Na Joo-hee
- Son Jong-hak vai Na Sang-guk[15]

Cha của Na Joo-hee và chủ tịch UBS TV. Là một chủ doanh nghiệp, ông coi trọng lợi nhuận và thua lỗ. Nhưng trên tất cả, ông yêu con gái mình nhất.

#### Vai khác
- Kim Kang-min vai Park Jang-goon[16]

Anh là con trai của một tham mưu trưởng quân đội với 200 tỷ won, anh có sở thích bắt nạt Lee Seung-cheon.
- Son Woo-hyun vai Jang Moon-gi[17]

Vệ sĩ kiêm tài xế của Hwang Tae-yong.
- Kim Eun-soo vai Lee Dong-kyung[18]
- Jo  Deok-hoe vai Park Jae-don[19]
- Noh Sung-eun
- Lee In-hye as Writer Wang[19]
- Song Ok-sook as Grandma Gem spoon[19]
- Kim Seo-ha vai Seong-won[20]
- Song Yoo-hyun vai Kim Na-young[21]

## Sản xuất

### Tuyển chọn diễn viên
Dàn diễn viên chính được xác nhận vào ngày 17 tháng 2 năm 2022.

### Quay phim
- Vào ngày 11 tháng 8 năm 2022, các bức ảnh từ buổi đọc kịch bản chính thức được công bố.[19]
- Vào ngày 12 tháng 9 năm 2022, công ty quản lý xác nhận rằng nữ diễn viên Jung Chae-yeon được chẩn đoán bị gãy xương đòn và có dấu hiệu chấn thương, và được điều trị khẩn cấp khi đang quay phim.[23]
- Vào ngày 15 tháng 9 năm 2022, theo một báo cáo của đài MBC, một cuộc họp báo cho bộ phim sẽ được tổ chức vào ngày 23 tháng 9 và nữ diễn viên Jung Chae-yeon không thể tham dự do chấn thương.[24]
- Vào ngày 6 tháng 10 năm 2022, có thông tin rằng nữ diễn viên Jung Chae-yeon đã trở lại quay phim, sau khi phục hồi chức năng do phẫu thuật.[25]

## Tỷ lệ người xem
| Mùa | Mùa | Số tập | Số tập | Số tập | Số tập | Số tập | Số tập | Số tập | Số tập | Số tập | Số tập | Số tập | Số tập | Số tập | Số tập | Số tập | Số tập | Trung bình |
| Mùa | Mùa | 1      | 2      | 3      | 4      | 5      | 6      | 7      | 8      | 9      | 10     | 11     | 12     | 13     | 14     | 15     | 16     | Trung bình |
| --- | --- | ------ | ------ | ------ | ------ | ------ | ------ | ------ | ------ | ------ | ------ | ------ | ------ | ------ | ------ | ------ | ------ | ---------- |
|     | 1   | 958    | 1324   | 970    | 854    | TBD    | TBD    | TBD    | TBD    | TBD    | TBD    | TBD    | TBD    | TBD    | TBD    | TBD    | TBD    | TBD        |

| Tập | Ngày phát sóng | Tỷ lệ khán giả trung bình | Tỷ lệ khán giả trung bình | Tỷ lệ khán giả trung bình |
| Tập | Ngày phát sóng | Nielsen Korea             | Nielsen Korea             | TNmS                      |
| Tập | Ngày phát sóng | Toàn quốc                 | Seoul                     | Toàn quốc                 |
| --- | -------------- | ------------------------- | ------------------------- | ------------------------- |
| 1 | 23/09/2022     | 5.4% (11th)               | 5.1% (10th)               | 5.0% (13th)               |
| 2 | 24/09/2022     | 7.4% (4th)                | 6.9% (3rd)                | 5.9% (7th)                |
| 3 | 30/09/2022     | 5.5% (10th)               | 5.4% (10th)               | N/A                       |
| 4 | 01/10/2022     | 5.1% (8th)                | 4.5% (9th)                | 4.6% (13th)               |
| 5 | 07/10/2022     |                           |                           |                           |
| 6 | 08/10/2022     |                           |                           |                           |
| 7 | 14/10/2022     |                           |                           |                           |
| 8 | 15/10/2022     |                           |                           |                           |
| 9 | 21/10/2022     |                           |                           |                           |
| 10 | 22/10/2022     |                           |                           |                           |
| 11 | 28/10/2022     |                           |                           |                           |
| 12 | 29/10/2022     |                           |                           |                           |
| 13 | 04/11/2022     |                           |                           |                           |
| 14 | 05/11/2022     |                           |                           |                           |
| 15 | 11/11/2022     |                           |                           |                           |
| 16 | 12/11/2022     |                           |                           |                           |
| Trung bình | Trung bình     | —                         | —                         | —                         |
| - Trong bảng trên, các số màu xanh lam đại diện cho xếp hạng thấp nhất và các số màu đỏ thể hiện xếp hạng cao nhất. - N / A biểu thị rằng xếp hạng không được công bố. |                |                           |                           |                           |